# باري مارتن (لاعب كرة قدم)
باري مارتن (بالإنجليزية: Barrie Martin)‏ هو لاعب كرة قدم بريطاني في مركز الدفاع، ولد في 29 سبتمبر 1935 في إنجلترا في المملكة المتحدة، وتوفي في 27 فبراير 2019. لعب مع نادي بلاكبول.